# Carex dusenii
Carex dusenii là một loài thực vật có hoa trong họ Cói. Loài này được Kük. ex Dusén mô tả khoa học đầu tiên năm 1908.